# Wang She

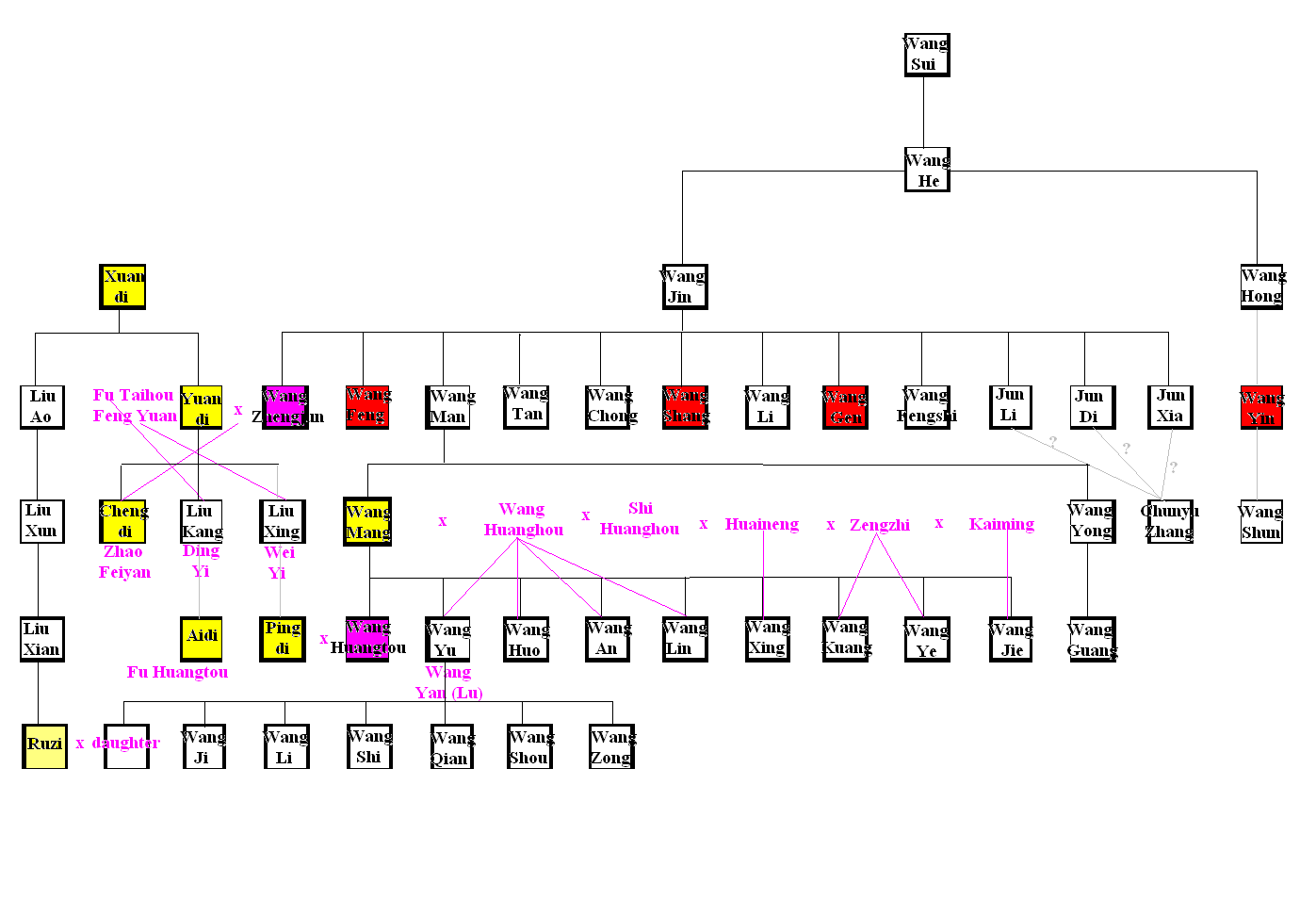
Stamboom van de familie Wang

Wang She (†23 na Chr.) was een neef van de Chinese keizer Wang Mang en een zoon van Wang Gen, een halfbroer van keizerin-weduwe Wang Zhengjun. Hij behoorde zo tot de familie die aan het einde van de Westelijke Han-dynastie en onder de Xin-dynastie de feitelijke politieke macht bezat. Hij was lang een vertrouweling van Wang Mang, maar probeerde hem (samen met Liu Xin) in 23 af te zetten. Toen dit mislukte, pleegde hij zelfmoord.
Wang She erfde in 6 v.Chr. na de dood van zijn vader Wang Gen diens titel 'markies van Quyang' (曲陽侯, Quyang hou). Rond zijn troonsbestijging in 9 na Chr. verleende keizer Wang Mang postuum de titel Zhidao Rang Gong (直道讓公) aan Wang Gen, omdat hij hem in 8 v.Chr. had aangewezen als zijn opvolger tot opperbevelhebber (大司馬, Da Sima). De titel ging als 'hertog van Zhidao' (直道公, Zhidao Gong) direct over op Wang She. Hij behoorde tot de kring van vertrouwelingen van Wang Mang en werd in 18 benoemd tot 'Generaal voor de militaire verdediging' (Wei Jiangjun, 衛將軍).
Op 7 juli 23 leed het leger van Wang Mang een zware nederlaag tijdens de Slag bij Kunyang. Toen in de zomer van dat jaar een komeet verscheen, werd dit door astrologen aan Wang She uitgelegd als een voorteken dat de Liu-clan opnieuw de keizerlijke familie zou worden. Uit angst voor het lot dat hem dan te wachten zou staan, plande Wang She een aanslag op Wang Mang. Hij deed dat samen met twee andere naaste vertrouwelingen van Wang Mang, Dong Zhong (董忠, †23) sinds 19 de opperbevelhebber (Da Sima, 大司馬) en Liu Xin, astroloog en archivaris van Wang Mang. Die besloot uiteindelijk mee te doen nadat Wang She hem had verteld dat Wang Mang niet verwekt zou zijn door zijn vader Wang Man, maar een onwettig kind van zijn moeder Wang Qu was. Uit astrologische overwegingen besloot Liu Xin echter te wachten totdat Venus op 20 augustus 23 voor het eerst weer zichtbaar zou zijn als ochtendster. Toen had Sun Ji (孫伋), commandant van de paleiswacht het voornemen al aan Wang Mang doorgegeven. Na te zijn ondervraagd werd Dong Zhong met zijn gehele familie terechtgesteld en werden Liu Xin en Wang She gedwongen tot zelfmoord.